# La Morlanda
La Morlanda és una muntanya de 303 metres situada al municipi de Bellmunt del Priorat, a la comarca catalana del Priorat.